# Elecciones a la Cámara de Representantes de los Estados Unidos de 2014
Las elecciones de la Cámara de Representantes de los Estados Unidos de 2014 se llevaron a cabo el 4 de noviembre para elegir representantes para los 435 distritos electorales en cada uno de los 50 estados de EE. UU. Los miembros sin derecho a voto del distrito de Columbia y los Territorios de los Estados Unidos también fueron elegidos. Estas elecciones se realizaron en medio del segundo mandato del presidente Barack Obama. Los ganadores de estas elecciones sirvieron en el 114.º Congreso de los Estados Unidos, con escaños repartidos entre los estados en base al censo de los Estados Unidos de 2010. 
Los republicanos obtuvieron 16 escaños de los demócratas, mientras que tres escaños republicanos se perdieron a manos de los demócratas. Los republicanos lograron su mayor mayoría en la Cámara de Representantes desde 1928 debido a una ola republicana considerable y una gerrymandering extrema que favoreció al partido. En combinación con los logros republicanos de 2010, el número total de escaños de la Cámara de Representantes perdidos por los demócratas bajo la presidencia de Barack Obama en las elecciones de mitad de período aumentó a 77 con estas elecciones. Esto marcó el número más alto de escaños de la Cámara perdidos bajo una presidencia de dos periodos perteneciente mismo partido en cuestión desde Harry S. Truman. Con una participación electoral de 36.4%, esta última constituyó la más baja desde 1942.